# Golbey
Golbey – miejscowość i gmina we Francji, w regionie Grand Est, w departamencie Wogezy.
Według danych na rok 1990 gminę zamieszkiwały 7 892 osoby, a gęstość zaludnienia wynosiła 832 osoby/km² (wśród 2335 gmin Lotaryngii Golbey plasuje się na 48. miejscu pod względem liczby ludności, natomiast pod względem powierzchni na miejscu 631.).